# Sam Carlquist

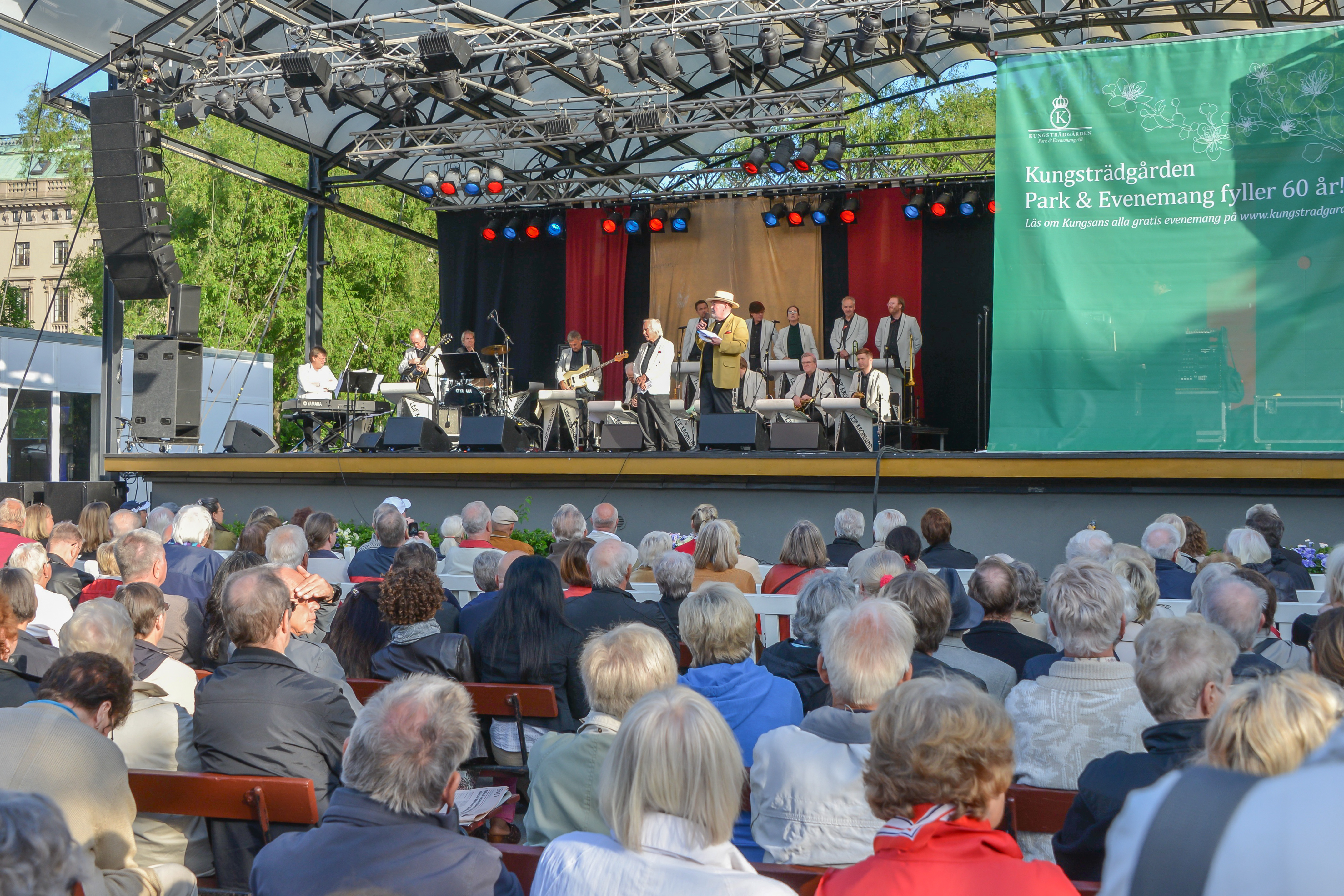
Programchef Sam Carlquist som konferencier när Kungsträdgården Park & Evenemang i Stockholm fyllde 60 år 2013.

Sam Carlquist född den 16 maj 1946 i Stockholm, är en svensk poet och tidigare evenemangschef.

## Biografi
Sam Carlquist är barnbarn till rysk-judiska invandrare på mammas sida och underofficerare och statare från Blekinge på pappas. Han har arbetat som scentekniker och som regissör vid Riksteatern. Men också varit hovmästare och kock på skärgårdsfartyg. Senare blev han programmakare i Kungsträdgården i Stockholm och de senaste 30 åren före pensionerinen programchef för evenemangen i Kungsträdgården.
Carlquist debuterade skönlitterärt 2014 och har givit ut sex diktsamlingar.
Han debatterar gärna samhällsfrågor som gäller fördelning av makt, ansvar, medel och tilltagande klyftor samt växande rasism.
Carlquist har medverkat i Sveriges Radio P1:s Tankar för dagen vid sex tillfällen.

### Diktsamlingar
- 2014 – Brev från Sevastopol
- 2015 – Gud bodde i Rågsved
- 2016 – I morgon skall jag vara lycklig
- 2019 – Skamsamlarens vagn
- 2021 – De namn våra döda minns

### Övrigt
- 2016 – Efter oss. Novellsamling tillsammans med Razak Aboud, Carola Ankarborg, Bengt Berg, Isabell Dahlberg
- 2022 – Former och uttryck. Pär Lagerkvist-samfundets årsskrift, 2022. Årsskrift tillsammans med  Rolf Almström, Petra Carlsson Redell, Cecilia Davidsson, Magnus Eriksson.